# Monges Cistercenques
Les cistercenques, cistelleres o bernadines són religioses de vots solemnes, que formen un orde monàstic femení, branca de l'Orde del Cister. Les monges que en formen part posposen al seu nom les sigles O. Cist.

## Història
L'Orde del Cister als seus orígens (1098), no volia instituir-ne una branca femenina de monge. Només cap al 1125, i amb el suport del tercer abat Esteve Harding, es fundà el monestir femení de Tart, a la diòcesi de Langres, amb monges de l'abadia benedictina de Juilly, que depenia de l'abadia de Molesme i on havia viscut i mort com a monja Humbelina, germana de Bernat de Claravall. Les monges de Tart van fundar després Ferraque (1140, diòcesi de Noyon), Blandecques (1153, a Saint-Omer) i Montreuil-les-Dames (1164, prop de Laon).
Fora de França, la primera comunitat femenina cistercenca fou la de Tulebras (1134), al Regne de Navarra, a les que seguiren Santa María la Real de las Huelgas (Valladolid) en 1140), Espírito Santo (Olmedo en 1142, Villabona o San Miguel de las Dueñas en 1155), Perales (1160), Gradefes (1168), etc. La més coneguda fou la de Santa María la Real de Las Huelgas de Burgos, fundada per Alfons VIII de Castella en 1187 amb monges de Tulebras.
A la Corona d'Aragó, el primer monestir fou el de Santa Maria de Vallbona de les Monges, on l'any 1172 s'hi incorporen un grup de monges provinents de Tulebras, comandades per l'abadessa Òria Ramírez, que en seria la primera abadessa de 1177 a 1190. A Itàlia es fundà el monestir de Santa Lucia de Siracusa en 1171, i el mateix any dels de San Michele d'Ivrea i el de Conversano. Al segle xiii ja hi havia monestirs cistercencs de monges a Suïssa, Alemanya i Flandes.
En 1190, les divuit abadesses cistercenques de França van tenir el primer capítol general de l'orde a Tart. Les abadesses franceses i castellanes feien visites regulars a les cases que havien fundat, fins que el Concili de Trento va dictaminar la clausura estricta de les monges i posà fi a les visites.

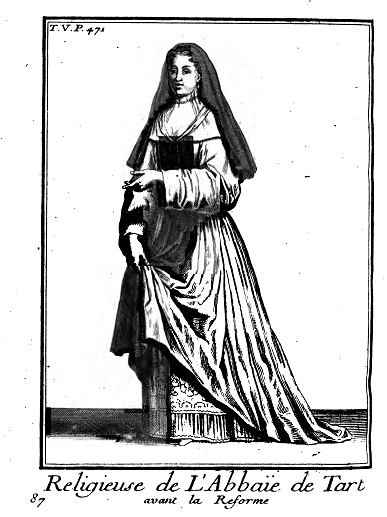
Monja de Tart-L'Abbaye, gravat de 1792
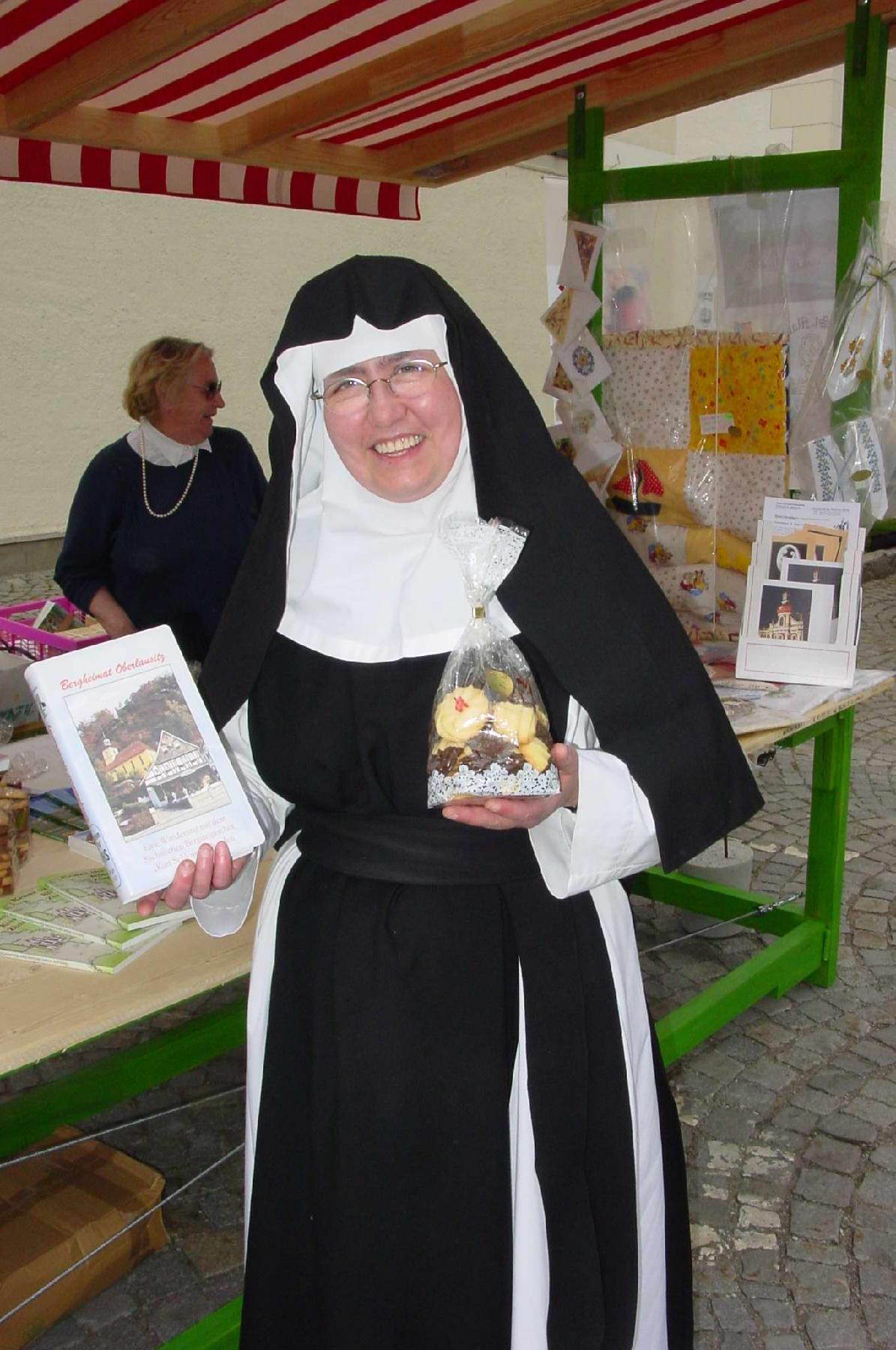
Monja cistercenca alemanya
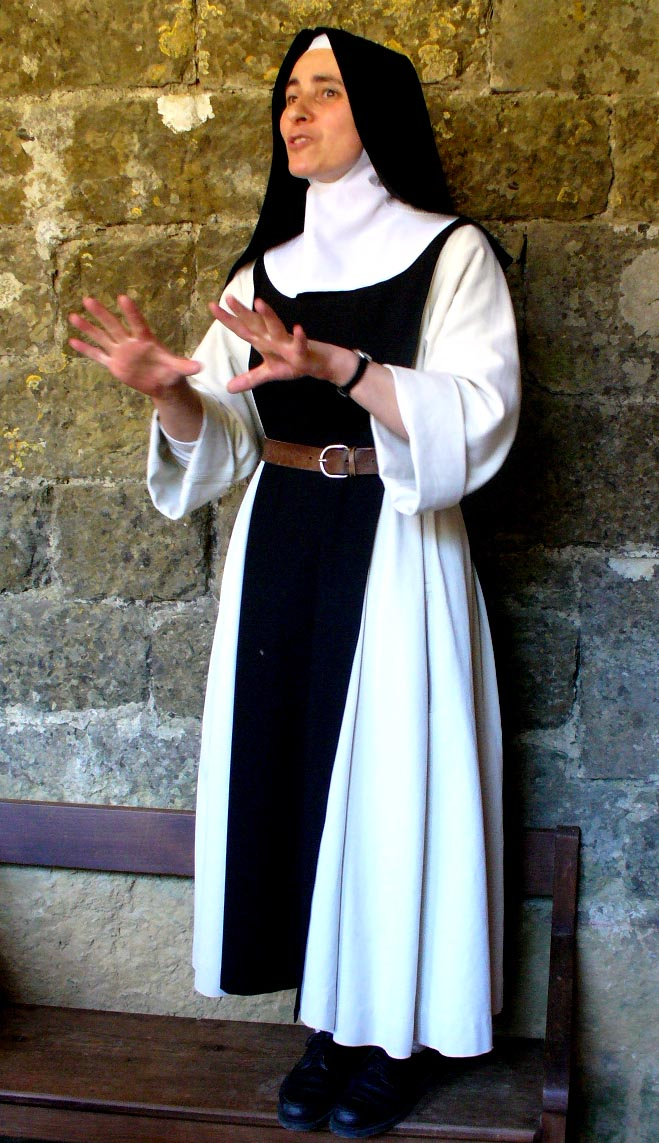
Cistercenca francesa
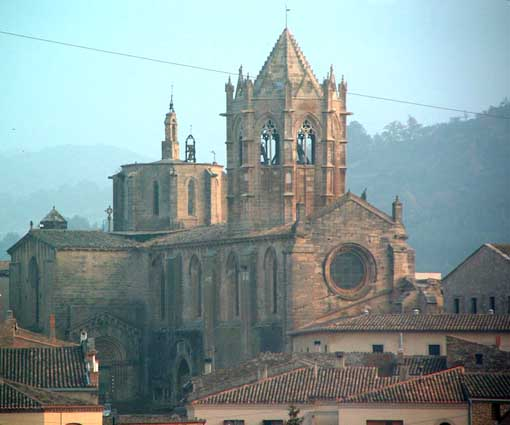
Monestir de Vallbona de les Monges

### Declivi i reformes
El declivi comú a tot l'Orde del Cister cap al final del segle xiv també es manifestà a les comunitats femenines. Alguns moviments de reforma començaren, com el de Beatriu de Silva, que fundà un nou orde, l'Orde de la Concepció a Toledo.
A França, Jeanne de Courcelles de Pourlan, abadessa de Tart en 1617, va restaurar la disciplina regular de la comunitat i la va traslladar a Dijon en 1625. L'hostilitat de l'abat de Cîteaux envers la reforma va fer que el monestir fos apartat per la Santa Seu de la jurisdicció de l'Orde del Cister.
Una altra reforma s'havia originat el 1602 a Port-Royal des Champs per Angélique Arnauld qui després fundaria l'abadia de Port-Royal de París, en 1622, que va ésser protegida per la reina Maria de Medici. Urbà VIII va eximir l'abadia de la jurisdicció de Cîteaux. Les monges dels dos Port-Royal van consagrar-se a l'adoració al Santíssim Sagrament. Lluís XIV de França, però, va suprimir Port-Royal des Champs en 1710 i les comunitats se'n dispersaren.
La Revolució francesa va acabar amb bona part de les comunitats monàstiques franceses. Poc després, Augustin de Lestrange va reunir algunes monges cistercenques i va restaurar la Germandat Cistercenca, atorgant a la comunitat de monges, anomenades trapenques, en 1795, el monestir de La Sainte-Volonté de Dieu (Baix Valais, Suïssa). Obligades a abandonar el país en 1798, hi tornaren en 1803 i pogueren tornar a França en 1816, instal·lant-se llavors a Forges, prop de La Trappe. Amb altres comunitats a França i arreu d'Europa, en 1892 prengueren el nom de Cistercenques Reformades de l'Estricta Observança. En 1902 s'establiren a Amèrica, en un monestir prop de Quebec (Canadà).

## Activitat i difusió
Les monges cistercenques es dediquen a la vida contemplativa i el treball en clausura. Al final de 2005 hi havia 64 monestirs femenins cistercencs, amb 997 religioses.